# 대만의 텔레비전 드라마
타이완의 텔레비전 드라마는 타이완에서 제작된 텔레비전 드라마로, 그 대부분은 인기 가수, 연예인을 주인공으로 기용하고 있다.

## 같이 보기
- 타이완의 텔레비전 드라마 목록
- 중화인민공화국의 텔레비전 드라마
- 홍콩의 텔레비전 드라마